# Glycine (A770)
Pour les articles homonymes, voir Glycine.
La Glycine (A770) est un bâtiment d'instruction de navigation (BIN). C'est un bâtiment-école de la Marine nationale.

## Histoire
C'est le deuxième bâtiment de type Glycine dont le premier est l'Églantine. Ils possèdent la coque et la silhouette de chalutier à pêche arrière caractéristique du chantier naval boulonnais Socarenam.
Trois autres bâtiments, de silhouettes très proches, sont des bâtiments remorqueurs de sonar (BRS) de la classe Antarès.

## Service
Le bâtiment est intégré à la Force d'action navale.
Sa mission principale est l'instruction à la navigation pour les élèves de l'École navale.
Sa mission secondaire est tournée vers le service public : la surveillance des zones de pêche et l'assistance aux missions des bâtiments hydrographiques.

## Caractéristiques techniques

### Équipement électronique
- 1 radar de navigation Furuno
- 1 pilote automatique

### Drôme
- 1 embarcation pneumatique de 6 places (moteur 20 cv)